# Saint-Julien-le-Vendômois
Saint-Julien-le-Vendômois település Franciaországban, Corrèze megyében. Lakosainak száma 239 fő (2022. január 1.). Saint-Julien-le-Vendômois Arnac-Pompadour, Beyssenac, Lubersac, Saint-Éloy-les-Tuileries, Ségur-le-Château, Coussac-Bonneval és Saint-Yrieix-la-Perche községekkel határos.

## Népesség
A település népessége az elmúlt években az alábbi módon változott:
| Lakosok száma | 547  | 375  | 322  | 274  | 262  | 254  | 249  | 247  | 244  | 239  |
|               | 1968 | 1982 | 1990 | 2006 | 2013 | 2015 | 2017 | 2019 | 2020 | 2022 |